# Цівцкаро
Цівцкаро (груз. ცივწყარო) — село в Грузії.
За даними перепису населення 2014 року в селі проживає 260 осіб.